# 바젤 문제
바젤 문제(영어: Basel Problem)는 1650년 이탈리아의 수학자 피에트로 멩골리(이탈리아어: Pietro Mengoli)에 의해 제기된 것으로 다음의 급수를 닫힌 형식으로 나타내라는 것이었다.
{\displaystyle \sum _{n=1}^{\infty }{\frac {1}{n^{2}}}=1+{\frac {1}{2^{2}}}+{\frac {1}{3^{2}}}+{\frac {1}{4^{2}}}+{\frac {1}{5^{2}}}+\cdots .}
이 문제는 제안된 이후 80여년 동안 많은 수학자들이 도전했지만 풀 수 없었던 난제였다. '바젤 문제'라는 이름은 이 문제를 수학계에 널리 알린 야코프 베르누이가 재직하던 스위스 바젤시의 바젤 대학에서 유래된 것이다.
레온하르트 오일러는 1735년에 이 급수가 {\displaystyle {\frac {\pi ^{2}}{6}}} 로 수렴함을 증명하였다. 그러나 그의 초기 증명은 엄밀하지 못하였으며, 그는 1741년에 더욱 엄밀한 증명을 발표하였다.

## 오일러의 풀이
오일러는 다음과 같은 과정을 통해 바젤 문제의 무한 급수의 수렴값이 {\textstyle {\frac {\pi ^{2}}{6}}\,}임을 도출해 내었다.
원래의 풀이는 엄밀하지 못한 방법이었으나, 약 100년 후 카를 바이어슈트라스가 바이어슈트라스 곱 정리를 통해 오일러의 증명이 타당함을 보였다.
먼저, 사인 함수의 테일러 급수를 생각하면
{\displaystyle {\begin{aligned}\sin x=\sum _{k=0}^{\infty }{\frac {(-1)^{k}}{(2k+1)!}}x^{2k+1}=x-{\frac {x^{3}}{3!}}+{\frac {x^{5}}{5!}}-{\frac {x^{7}}{7!}}+\cdots \\\Rightarrow {\frac {\sin x}{x}}=\sum _{k=0}^{\infty }{\frac {(-1)^{k}}{(2k+1)!}}x^{2k}=1-{\frac {x^{2}}{3!}}+{\frac {x^{4}}{5!}}-{\frac {x^{6}}{7!}}+\cdots \\\end{aligned}}}
{\displaystyle {\frac {\sin x}{x}}=0}는 {\displaystyle x=n\pi (n\in \mathbb {Z} -\{0\})} 가 이 방정식의 근이 되므로
{\displaystyle {\frac {\sin x}{x}}}는 적당한 상수 {\displaystyle A} 에 대하여 바이어슈트라스의 곱정리에 따라 다음과 같이 인수분해할 수 있다. (오일러는 이 부분에서 엄밀하지 못한 가정을 사용하였다.)
{\displaystyle {\begin{alignedat}{2}{\frac {\sin x}{x}}&=A\prod _{n\in \mathbb {Z} -\{0\}}(1-{\frac {x}{n\pi }})=A(1-{\frac {x}{\pi }})(1+{\frac {x}{\pi }})(1-{\frac {x}{2\pi }})(1+{\frac {x}{2\pi }})\cdots \\&=A\prod _{n=1}^{\infty }(1-{\frac {x^{2}}{n^{2}\pi ^{2}}})=A(1-{\frac {x^{2}}{\pi ^{2}}})(1-{\frac {x^{2}}{4\pi ^{2}}})(1-{\frac {x^{2}}{9\pi ^{2}}})\cdots \\\end{alignedat}}}
여기서 양변에 극한을 취함으로써 {\displaystyle A} 의 값을 알 수 있다.
{\displaystyle {\begin{alignedat}{3}&\lim _{x\rightarrow 0}{\frac {\sin x}{x}}=\lim _{x\rightarrow 0}A\prod _{n=1}^{\infty }(1-{\frac {x^{2}}{n^{2}\pi ^{2}}})\\&\Longrightarrow \ 1=A\ (\prod _{n=1}^{\infty }1)\\&\Longrightarrow \ A=1\\\end{alignedat}}}{\displaystyle \therefore {\frac {\sin x}{x}}=\prod _{n=1}^{\infty }(1-{\frac {x^{2}}{n^{2}\pi ^{2}}})=(1-{\frac {x^{2}}{\pi ^{2}}})(1-{\frac {x^{2}}{4\pi ^{2}}})(1-{\frac {x^{2}}{9\pi ^{2}}})\cdots }
이제 우리는 {\displaystyle {\frac {\sin x}{x}}} 에 관한 두 개의 식을 이용해 다음과 같은 항등식을 도출할 수 있다.
{\displaystyle \sum _{k=0}^{\infty }{\frac {(-1)^{k}}{(2k+1)!}}x^{2k}=\prod _{n=1}^{\infty }(1-{\frac {x^{2}}{n^{2}\pi ^{2}}})}
위 식에서 이차항을 비교하면
{\displaystyle {\begin{aligned}-{\frac {1}{3!}}=\sum _{n=1}^{\infty }(-{\frac {1}{n^{2}\pi ^{2}}})\\\Longrightarrow -{\frac {1}{6}}=-{\frac {1}{\pi ^{2}}}\sum _{n=1}^{\infty }{\frac {1}{n^{2}}}\\\end{aligned}}}

적절한 변형을 통해 우리가 원하는 결론을 얻을 수 있다.
{\displaystyle \therefore \ \sum _{n=1}^{\infty }{\frac {1}{n^{2}}}={\frac {\pi ^{2}}{6}}.}

### 오일러의 접근법을 이용한 바젤 문제의 일반화
위에서 구한 {\displaystyle \sum _{k=0}^{\infty }{\frac {(-1)^{k}}{(2k+1)!}}x^{2k}=\prod _{n=1}^{\infty }(1-{\frac {x^{2}}{n^{2}\pi ^{2}}})}에서 {\displaystyle 2k}차 항을 비교하면 다음과 같은 항등식을 유도할 수 있다. (단, {\displaystyle B_{n}}은 베르누이 수)
{\displaystyle \sum _{k=1}^{\infty }{\frac {1}{k^{2n}}}={\frac {(-1)^{n-1}(2\pi )^{2n}}{2\cdot (2n)!}}B_{2n}.}
좌변을 리만 제타 함수로 나타내면 0 이상의 짝수의 함수값을 구할 수 있다.
{\displaystyle \zeta (2n)={\frac {(-1)^{n-1}(2\pi )^{2n}}{2\cdot (2n)!}}B_{2n}.}

## 리만 제타 함수와의 관계
오일러는 이러한 형식을 갖는 급수를 리만 제타 함수로 일반화하여 모든 0 이상의 짝수에 대하여 수렴값을 닫힌 형식으로 구할 수 있는 방법을 제시하였다.
{\displaystyle \zeta (s)=\sum _{n=1}^{\infty }{\frac {1}{n^{s}}}={\frac {1}{1^{s}}}+{\frac {1}{2^{s}}}+{\frac {1}{3^{s}}}\cdots .}
오일러는 제타 함수의 급수를 구하면서 이것이 소수에 대하여 다음과 같은 곱으로도 표현될 수도 있음을 발견하였다.
{\displaystyle \zeta (s)=\prod _{p}{\frac {1}{1-p^{-s}}}={\frac {1}{1-2^{-s}}}\cdot {\frac {1}{1-3^{-s}}}\cdot {\frac {1}{1-5^{-s}}}\cdot {\frac {1}{1-7^{-s}}}\cdots {\frac {1}{1-p^{-s}}}\cdots }
따라서 제타 함수는 다음과 같이 나타낼 수 있으며 이를 오일러의 곱셈 공식이라 한다.
{\displaystyle \zeta (s)=\sum _{n=1}^{\infty }{\frac {1}{n^{s}}}=\prod _{p}{\frac {1}{1-p^{-s}}}}

## 같이 보기
- 리만 제타 함수

## 참고 문헌
- 베유, 앙드레 (1983), 《Number Theory: An Approach Through History》 (영어), Springer-Verlag, ISBN 0-8176-3141-0.
- Dunham, William (1999), 《Euler: The Master of Us All》 (영어), Mathematical Association of America, ISBN 0-88385-328-0.
- Derbyshire, John (2003), 《Prime Obsession: Bernhard Riemann and the Greatest Unsolved Problem in Mathematics》 (영어), Joseph Henry Press, ISBN 0-309-08549-7.
- Aigner, Martin; Ziegler, Günter M. (1998), 《Proofs from THE BOOK》 (영어), Berlin, New York: Springer-Verlag
- Edwards, Harold M. (2001), 《Riemann's Zeta Function》 (영어), Dover, ISBN 0-486-41740-9.